# Bert André
Hubertus Antonius Gerardus Maria „Bert“ André (* 6. August 1941 in Maastricht; † 21. Mai 2008 in Antwerpen) war ein niederländischer Schauspieler, der seine Karriere zunächst am Theater begann und einem breiten Publikum durch seine Film- und Fernsehauftritte bekannt wurde.

## Leben
André spielte Rollen in klassischen Theaterstücken wie Shakespeare, Harold Pinter, Tsjechov und Samuel Beckett. Er übernahm vornehmlich Rollen in der zweiten Reihe, spielte aber auch Hauptrollen wie den z. B.  Bauer im Theaterstück  Het gezin van Paemel (Die Familie van Paemel, 1902) von Cyriel Buysse. (Hier versuchte er bewusst kein Ostflämisch zu sprechen, das er nicht beherrschte.)
André war bekannt für seine vorsichtige Sprechweise und eher sanft klingende Stimme. Dies prädestinierte ihn u. a. für die Monologe in Der Kontrabass von Patrick Süskind.
Bekannt wurde André insbesondere durch die Rolle des Nachbars 'Neuteboom' im ersten und zweiten Film und der darauf folgenden Fernsehserie über die Familie Flodder. Neben den Flodder-Episoden spielte er noch in 150 anderen Filmen und belgischen Fernsehserien wie F.C. De Kampioenen mit.
Seine letzte Rolle spielte er als Bestattungsunternehmer im Film Killer Babes. 
Er spielte in solchen Theatern wie Antwerpen KNS, Groot Limburgs Toneel, der International Nieuwe Scène, Arca und schließlich am Brüsseler Stadttheater. 
Anfang 2007 verschlechterte sich Andrés Gesundheitszustand aufgrund einer chronischen Leukämie. Er erlag im Alter von 66 Jahren in einem Antwerpener Krankenhaus den Folgen eines Schlaganfalls.
Er war mit der Schauspielerin Mieke Verheyden verheiratet, die flämische Schauspielerin Sandrine André ist seine Tochter. Er war verwandt mit dem Schauspieler Bernard Verheyden. 

## Filmografie (Auswahl)
- 1968: Hebben
- 1970: Scapin
- 1983: Benvenuta
- 1983: De Leeuw van Vlaanderen
- 1986: Flodder – Eine Familie zum  Knutschen
- 1991: Vol-au-vent
- 2002: Snapshot
- 2004: The Dark Diamond
- 2005: Matroesjka's
- 2005–2008: Halleluja!
- 2007: Killer Babes
- 2007: Moordwijven
- 1990/2007: F.C. De Kampioenen
- 2002–2003, 2007: Wittekerke

## Theater (Auswahl)
- De noces (2005)
- Spaans stuk (2005)
- Eerste liefde (2001)
- Wachtend op Godot (2000)
- Othello (1997)
- Geschiedenis van een paard (1989)
- De kontrabas (1988)
- Droom van een zomernacht (1984)
- De Minerva (1981)
- De Vreemdelingen (1977)
- De Magistraat of De klucht der Notabelen (The Magistrate) (1970)
- Hebben (1966)